# Eielson Air Force Base

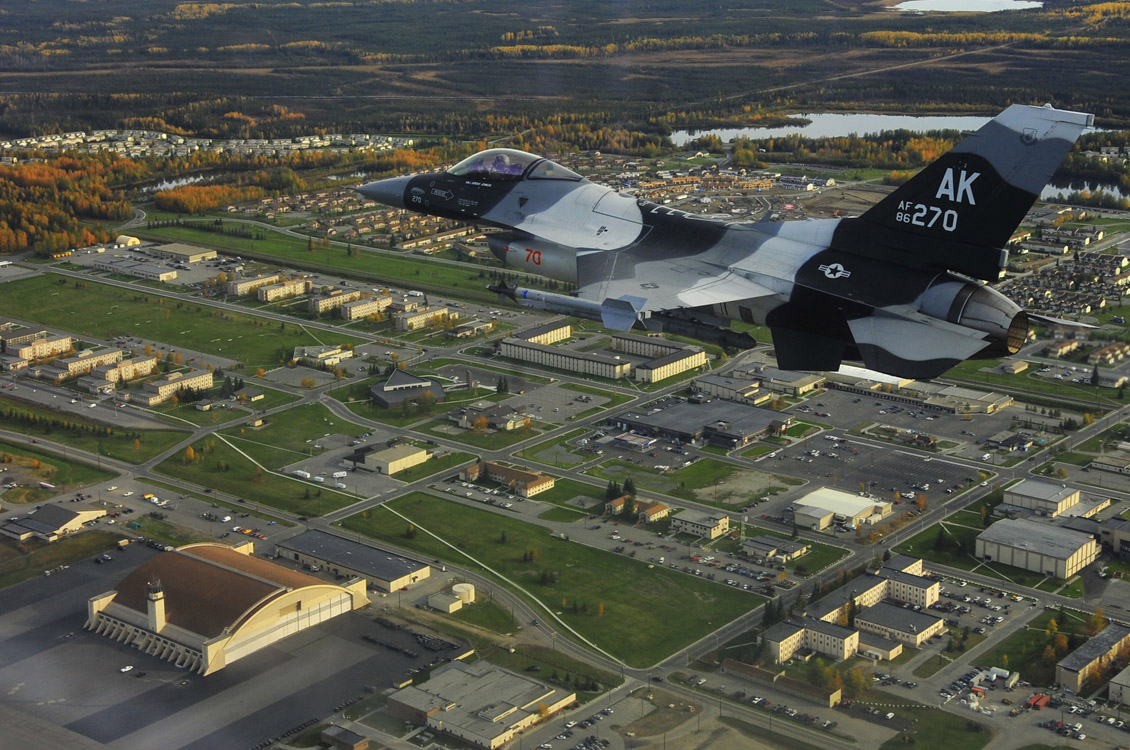
En F-16 Fighting Falcon flyger på låg höjd över Eielson Air Force Base.

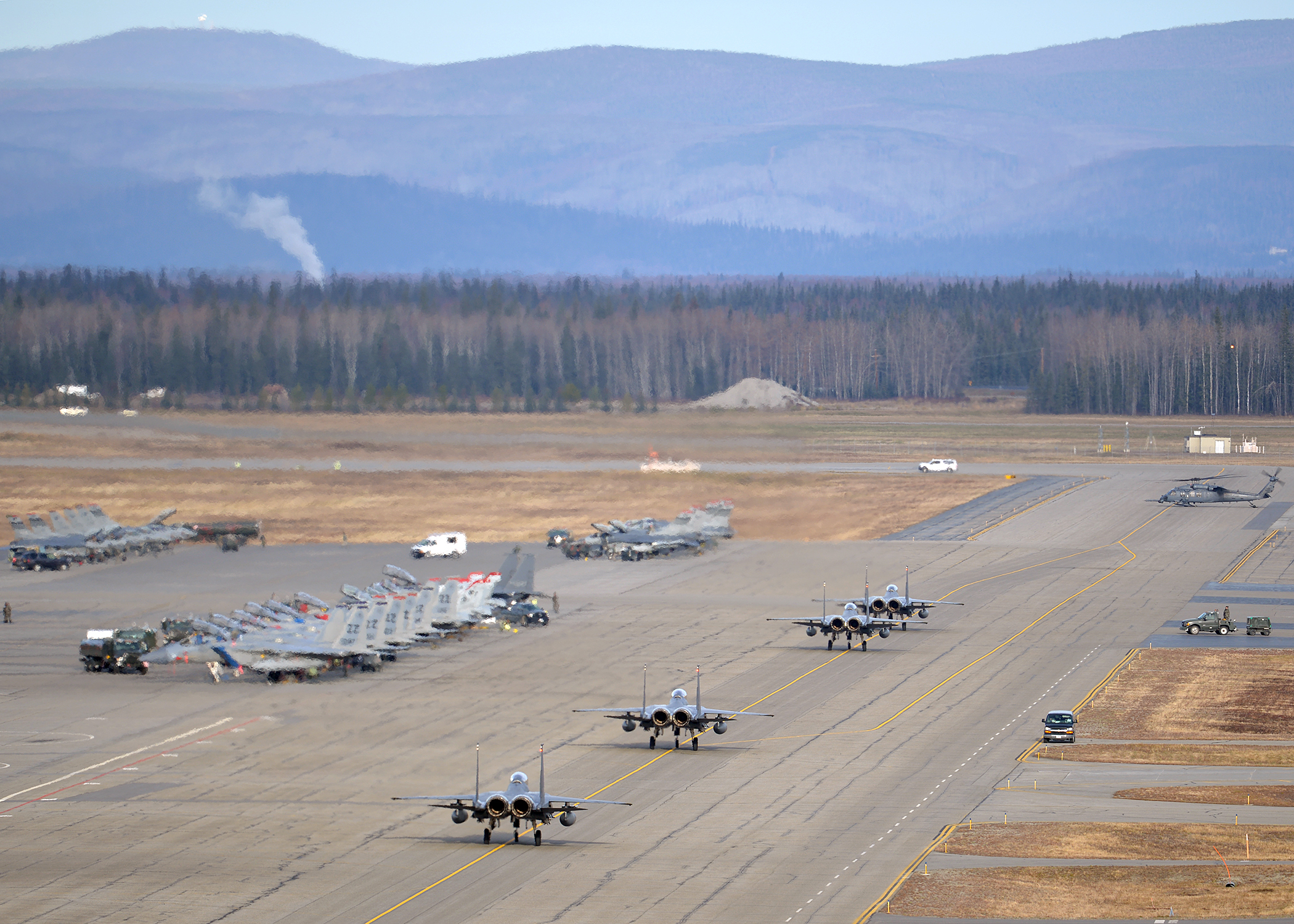
Flera F-15 Eagle från Sydkoreas flygvapen under Red Flag - Alaska, 2017.

Eielson Air Force Base, förkortat som Eielson AFB, är en militär flygplats (IATA: EIL, ICAO: PAEI, FAA LID: EIL) tillhörande USA:s flygvapen som är belägen i delstaten Alaskas Fairbanks North Star Borough, 42 kilometer sydost om staden Fairbanks.
Mellan 2016 och 2022 tilldelas basen nya flygplan av typ F-35 Lightning II och det sammanlagda antalet kommer 2022 att uppgå till sammanlagt 54 stycken. Eielson AFB har cirka 2 500 militärer på området, varav 2 000 befattningar har tillkommit efter introduktionen av F-35 på en flygbas som tidigare var nedläggningshotad.

## Bakgrund
1943, mitt under andra världskriget, anlades ett flygfält, Mile 26, belägen 26 miles (därav namnet) från Fort Wainwright och som var mer lämpat för flygverksamhet än Ladd Field inne på armébasen på grund av den gynnsammare terrängen. Under kriget hade det kunnat användas för mellanlandning av transportflyg till och från Sovjetunionen i enlighet med Lend-Lease Act, men dokumentation om att sådana flighter ägde rum via Mile 26 saknas emellertid. Användningen av flygfältet var begränsat och den stängdes efter att kriget i Stilla havet hade avslutats.
Under 1946 återupptogs verksamheten med både taktiskt stridsflyg samt bombflyg från Strategic Air Command (SAC). 1948 bytte flygfältet namn till Eielson Air Force Base, uppkallad efter polarflygaren Carl Eielson (1897-1929).
Strax innan Kubakrisen bländades U-2 piloten Charles Maultsby, stationerad vid Eielson AFB, av polarskenet under datainsamling vid Nordpolen och råkade hamna 480 kilometer inne i sovjetiskt luftrum. Sovjetiskt jaktflyg skickades upp innan Maultsby eskorterades tillbaka av flygplan av typ F-102 Delta Dagger, bestyckade med taktiska kärnvapen.

## Verksamhet
Värdförband för Eielson AFB är 354th Fighter Wing (354 FW) som ingår i Eleventh Air Force/Pacific Air Forces och som flyger både F-16 Fighting Falcon och F-35A Lightning II, med successiv övergång till den senare. En återkommande uppgift för 354 FW är att även stå som värd för de återkommande flygövningarna Red Flag - Alaska i vilka även allierade och vänskapligt sinnade flygvapen deltar.
Vidare finns från Alaskas flygnationalgarde: 168th Wing (168 W) som flyger med KC-135 Stratotanker för lufttankning samt 176th Wing (176 W) som tillhandahåller olika diverse stödfunktioner på marken samt transportflyg med 8 stycken C-17 Globemaster III och flygräddning med specialförbandsförmåga (Pararescue) med HH-60 Pave Hawk och HC-130J.